# Bayerische Rettungsmedaille

Vorderseite der Bayerischen Rettungsmedaille

Links Band der Bayerischen Rettungsmedaille, Rechts Bandfarbe der Christopherus-Medaille

Die Bayerische Rettungsmedaille wurde am 1. November 1952 durch den damaligen Ministerpräsidenten Hans Ehard des Freistaates Bayern und den Bayerischen Landtag gestiftet und dient seitdem als staatliche Auszeichnung für Personen, die unter Einsatz des eigenen Lebens Menschen aus Lebensgefahr gerettet haben.

## Vorgeschichte
Der Freistaat Bayern hat bezüglich seiner Ehrungen auf dem Gebiet der Lebensrettung bundesweit eine Ausnahme geschaffen. Während in den übrigen Bundesländern die "übliche" Rettungsmedaille am Band und/oder eine Erinnerungsmedaille für Rettung aus Gefahr nebst einer öffentlichen Belobigung verliehen bzw. vollzogen wird, folgt Bayern diesen historischen Vorgaben nur ansatzweise. So verleiht der Freistaat neben:
- a) der Bayerischen Rettungsmedaille (am Bande) auch
- b) die Öffentliche Belobigung in Form der Christophorus-Medaille (am Bande) seit 1. Januar 1984 für Rettungstaten ohne unmittelbare Lebensgefahr für den Retter

Mit dieser Regelung hat Bayern, im Gegensatz zu den meisten anderen Bundesländern, in denen eine nicht tragbare Erinnerungsmedaille verliehen wird bzw. eine öffentliche Belobigung nur "mündlich" erfolgt, zwei Bandorden geschaffen. Da in der Praxis die öffentliche Belobigung in der Form einer Verleihung der Christophorus-Medaille vollzogen wird, wird diese, da sie auf dem Gebiet der Lebensrettung stattfindet, ebenfalls in diesem Artikel behandelt.

## Bayerische Lebensrettungsmedaille

### Verleihungsvoraussetzungen und Prozedere
Der zu Beleihende muss die deutsche Staatsbürgerschaft nicht zwingend besitzen, um die Rettungsmedaille zu erhalten, aber seinen Wohnsitz im Gebiet des Freistaates Bayern haben. Im Übrigen wurde adäquat geregelt, dass die Rettungsmedaille mehrmals an ein und dieselbe Person verliehen werden kann. Die Verleihung ist auch postum möglich, wenn der Retter bei der zugrundeliegenden Rettungstat sein Leben verloren hat. In diesem Fall wird die Rettungsmedaille den Hinterbliebenen nebst Urkunde ausgehändigt. Die Rettungsmedaille wird vom Bayerischen Ministerpräsidenten mit Verleihungsurkunde verliehen, sie geht dabei in das Eigentum des Beliehenen über, im Falle des Ablebens des Beliehenen verbleibt die Rettungsmedaille als Erinnerungsstück den Hinterbliebenen. Alle Verleihungen werden zudem im Bayerischen Staatsanzeiger veröffentlicht.

### Beschaffenheit und Tragweise
Die Bayerische Rettungsmedaille besteht aus Silber und zeigt auf ihrer Vorderseite das große bayerische Staatswappen mit der obigen Umschrift: FREISTAAT und unten BAYERN. Sowohl Wappen als auch Schriftzug sind dabei erhaben geprägt. Die Rückseite der Medaille zeigt einen Lorbeerzweig und die die fünfzeilige Inschrift: FÜR / OPFERBEREITEN / EINSATZ DES / EIGENEN / LEBENS. Die Rettungsmedaille wird dabei an einem weißblauen Band auf der linken Brustseite getragen.

## Öffentliche Belobigung (Christophorus-Medaille)
Die Christophorus-Medaille wird verliehen, wenn zwar besonders schwierige Umstände bei der Rettungstat vorlagen, aber keine unmittelbare Gefahr für den Retter bestanden hat. Im Übrigen gelten hinsichtlich der Verleihungspraxis und Tragweise die gleichen Bedingungen wie für die Rettungsmedaille. Der zu Beleihende erhält mit Aushändigung der Medaille auch ein Belobigungsschreiben.

### Beschaffenheit
Die in Silber gehaltene Christophorus-Medaille zeigt, wie der Name schon aufzeigt, auf ihrer Vorderseite den heiligen Christophorus, der auf seinen Schultern ein Kind trägt, und die Umschrift: ÖFFENTLICHE BELOBIGUNG FÜR RETTUNG AUS LEBENSGEFAHR. Sowohl Grafik als auch die Umschrift sind erhaben geprägt. Die Rückseite zeigt mittig das kleine Staatswappen von Bayern und die Umschrift: DER BAYERISCHE MINISTERPRÄSIDENT. Wie bei der Rettungsmedaille wird die öffentliche Belobigung im Bayerischen Staatsanzeiger bekanntgemacht.

## Gemeinsame Vorschriften

### Geldbelohnung und Zuwendungen
Neben den beiden erwähnten staatlichen Auszeichnungen kann der Ministerpräsident bei wirtschaftlicher Bedürftigkeit des Retters eine Geldbelohnung gewähren. Dies trifft auch für den Fall zu, wenn der Retter bei der Rettungstat zwangsläufige Aufwendungen erbringen musste. Personen unter 18 Jahren erhalten neben der Rettungsmedaille zudem eine Armbanduhr mit Widmung als Geschenk.

### Verleihungsausschluss
Die Rettungsmedaille wird nicht an Personen verliehen, die wegen dienstlichen oder beruflichen Gründen der Schutz des Lebens anderer aus diesen Gründen anvertraut ist. Die Verleihung kommt daher nur in Frage, wenn die Person bei der Rettungstat die Grenzen der ihnen obliegenden Pflichten erheblich überschritten hat.

### Anerkennung früherer Rettungstaten
Rettungstaten, die zwischen dem 8. Mai 1945 und dem 1. November 1952 auf dem Gebiet des Freistaates ausgeübt worden sind, können nachträglich von der Bayerischen Staatskanzlei anerkannt werden, auch wenn diese seinerzeit anerkannt worden sind.

### Vorschlageberechtigung
Die Vorschläge, welche zur Verleihung der Rettungsmedaille oder der öffentlichen Belobigung führen, unterbreiten die Bezirke, in deren Bezirk die Rettungstat ausgeführt wurde. Für außerhalb des Landesgebietes ausgeführte Rettungstaten ist die Bayerische Staatskanzlei zuständig. Über jede Rettungstat hat die zuständig örtliche Behörde von Amts wegen zu ermitteln und das Ergebnis ihrer Prüfung der Regierung zuzuleiten.

## Durchführungsverordnung
Die am 17. Oktober 1975 erlassene Durchführungsverordnung regelt dann im weiteren, das weitere Vorschlageverfahren sowie diverse rechtliche Belange, diese sind:

### Definition "Rettungstat" und Berichtsermittlung
Eine Rettungstat nach dem Gesetz liegt vor, wenn die Rettungstat unabhängig vom Erfolg unter eigener Lebensgefahr durchgeführt bzw. versucht wurde. Die Rettung mehrerer Menschen aus Lebensgefahr ist dabei als eine einzige Rettungstat anzusehen. Bei der anschließenden Beurteilung der Rettungstat sind alle Umstände des Tathergangs, insbesondere auch die Körperbeschaffenheit, der Gesundheitszustand und das Alter des Retters und des Geretteten zu berücksichtigen. Eine Rettung, die zur öffentlichen Belobigung führt, ist dann anzunehmen, wenn die Rettung unter erschwerenden Verhältnissen (Dunkelheit, Kälte, Ortsunkenntnis usw.) ausgeführt oder besondere Umsicht bewiesen wurde. Gleiches gilt, wenn der Retter eine vorübergehende Gefährdung seiner Gesundheit in Kauf nahm.

### Zwangsläufige Aufwendungen
Unter zwangsläufige Aufwendungen des Retters sind solche Aufwendungen zu verstehen, die in Ausführung der Rettungstat oder zur Beseitigung der unmittelbaren Folgen der Gefahrenlage dienten und die der Retter nicht vom Geretteten ersetzt werden können.

### Ausgeschlossener Personenkreis
Wie bereits erwähnt, wird die Rettungsmedaille in solchen Fällen nicht verliehen, wenn die Person aus dienstlichen oder beruflichen Gründen der Schutz des Lebens anderer Menschen anvertraut ist. Ausnahmen sind jedoch möglich, wenn die Pflichten erheblich überschritten worden sind, sie sind dann überschritten, wenn nach der Lage des Einzelfalls und bei Würdigung aller Umstände der Retter mit der Rettungstat ein außerordentliches, auch bei Anlegung eines strengen Maßstabes an sich nicht zumutbaren Maß an Opferbereitschaft bewiesen hat. Zu diesem Personenkreis zählen:
- Personen die wegen oder aus einem Gesetz heraus handeln müssen (z. B. Polizeiangehörige, Feuerwehrangehörige, Rettungsdienstangehörige)
- Angehörige der Bergwacht,
- Rettungsschwimmer
- Schiffsbesatzungen bei Havariefällen[14]